# Condizione della donna in Svizzera

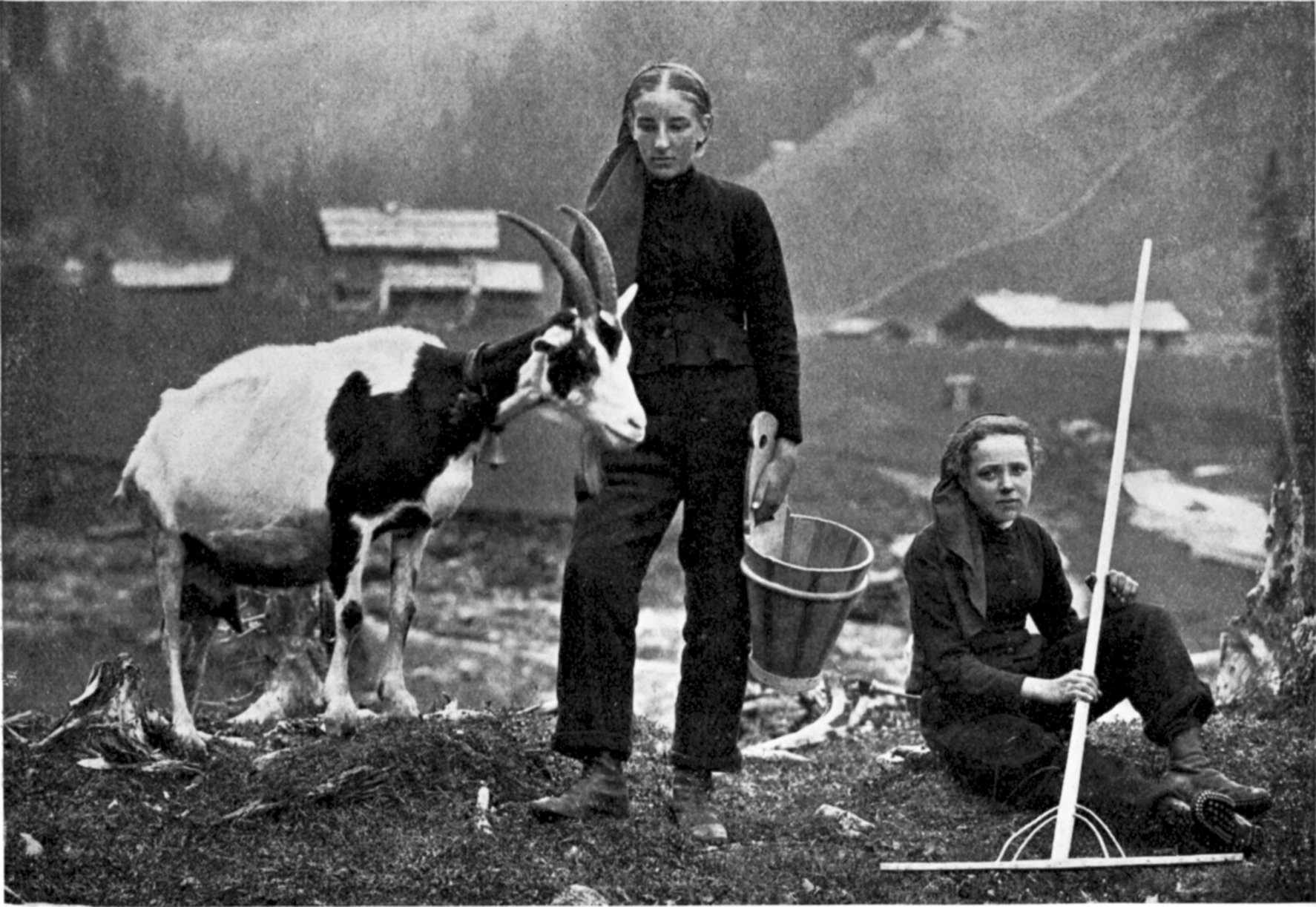
Donne di Champéry, 1912.

Il ruolo di genere, la condizione femminile e i diritti delle donne in Svizzera si sono evoluti in maniera significativa a partire dalla metà del XX secolo in poi.
Il "Gender Inequality Index" per il 203 è fissato a 0.030, 2ª posizione su 152 paesi; le parlamentari costituiscono il 27.2% del totale. Il tasso di occupazione nel 2015 è posizionato al 76%; mentre il Global Gender Gap Report per il 2013 è fissato a 0.7736, 9ª posizione su 144 paesi.

## Opinioni tradizionali

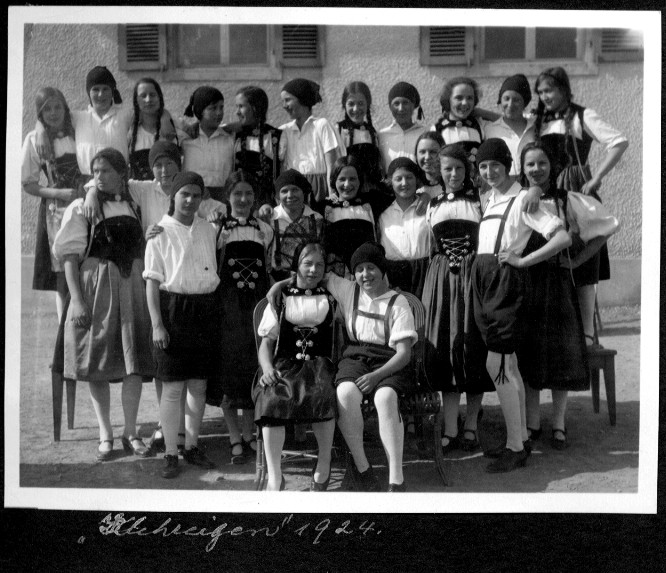
Gruppo di ragazze svizzere nel 1924 a Yvonand.

La tradizione culturale impone che il posto delle donne svizzere sia all'interno dell'ambiente familiare, come responsabile del lavoro domestico e della cura dei bambini; essendo una società con forti radici inserite nel patriarcato la visione tradizionale pone le donne sotto l'autorità dei loro padri e e mariti. Tale adesione alla tradizione è cambiata e migliorata quando le donne hanno ottenuto il diritto di voto a livello federale il 7 febbraio del 1971.
Tuttavia, nonostante l'acquisizione dello status di pari diritti con gli uomini, alcune donne devono ancora essere in grado di raggiungere un tipo d'istruzione femminile che vada al di là del livello post-secondario, quindi guadagnano meno soldi rispetto agli uomini e occupano posti di lavoro subordinate.
Secondo "swissinfo.ch" nel 2011 la "Segreteria di Stato per l'economia" (Seco) ha incoraggiato le imprese a "nominare più donne in posizioni di alto livello". Quelle donne che già lavorano in imprese commerciali, secondo la stessa relazione "guadagnano in media il 20% in meno degli uomini" e il rapporto è di 6 donne su 10 che hanno solamente un contratto di lavoro a tempo parziale.
Figure eminenti nei settori dell'economia svizzera e della legge includono Emilie Kempin-Spyri (1853-1901), la prima donna a laurearsi in giurisprudenza e ad essere accettata come docente accademico nel paese e Isabelle Welton, direttrice della IBM svizzera e una delle poche donne del paese a detenere una posizione di primo livello all'interno del mondo imprenditoriale.

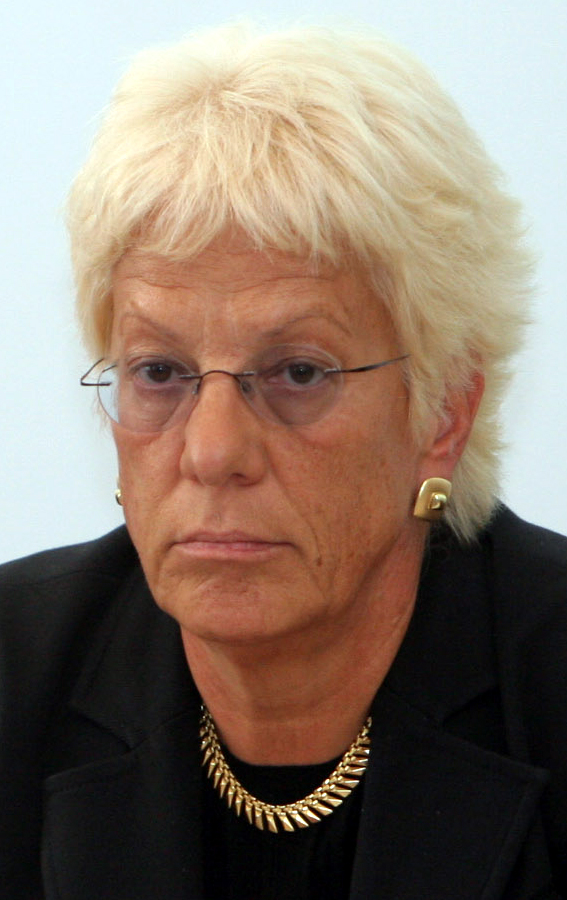
Foto di Carla Del Ponte.

## Diritto di voto
Le donne hanno per la prima volta ottenuto il diritto al suffragio femminile nelle elezioni nazionali del 1971; a livello cantonale invece tra il 1959 (canton Vaud e canton Neuchâtel) e il 1991 (Canton Appenzello Interno).

## Matrimonio e vita familiare
La vita familiare è sempre stata tradizionalmente conservatrice, seguendo il modello di un maschio sostegno della famiglia e di una femmina casalinga.
Nel continente europeo la Svizzera è stata uno degli ultimi paesi a stabilire l'uguaglianza di genere in campo matrimoniale: i diritti delle donne sposate sono stati severamente limitati fino al 1988, quando sono entrate in vigore riforme giuridiche che garantiscono la parità tra i sessi nel matrimonio, abolendo l'autorità legale del marito sulla moglie. Sono stati approvati nel 1985 da parte degli elettori in un referendum, che hanno votato in maniera limitata a favore con il 54,7%.
L'adulterio è stato decriminalizzato nel 1989; anche le leggi sul divorzio sono state riformate nel 2000 e nel 2005. Nel 1992 la legislazione è stata modificata per porre fine alla discriminazione nei confronti delle donne sposate per quanto riguarda la cittadinanza nazionale. Nel 2013 sono state seguite ulteriori riforme al codice di diritto civile, rimuovendo le restanti disposizioni discriminatorie relative alla scelta del cognome di famiglia e della cittadinanza cantonale.
Fino alla fine del XX secolo la maggior parte dei cantoni aveva regolamenti che vietavano la convivenza delle coppie. L'ultimo cantone a porre termine a tale divieto è stato il Canton Vallese nel 1995. A partire dal 2015 il 22,5% delle nascite erano dovute a donne non sposate.

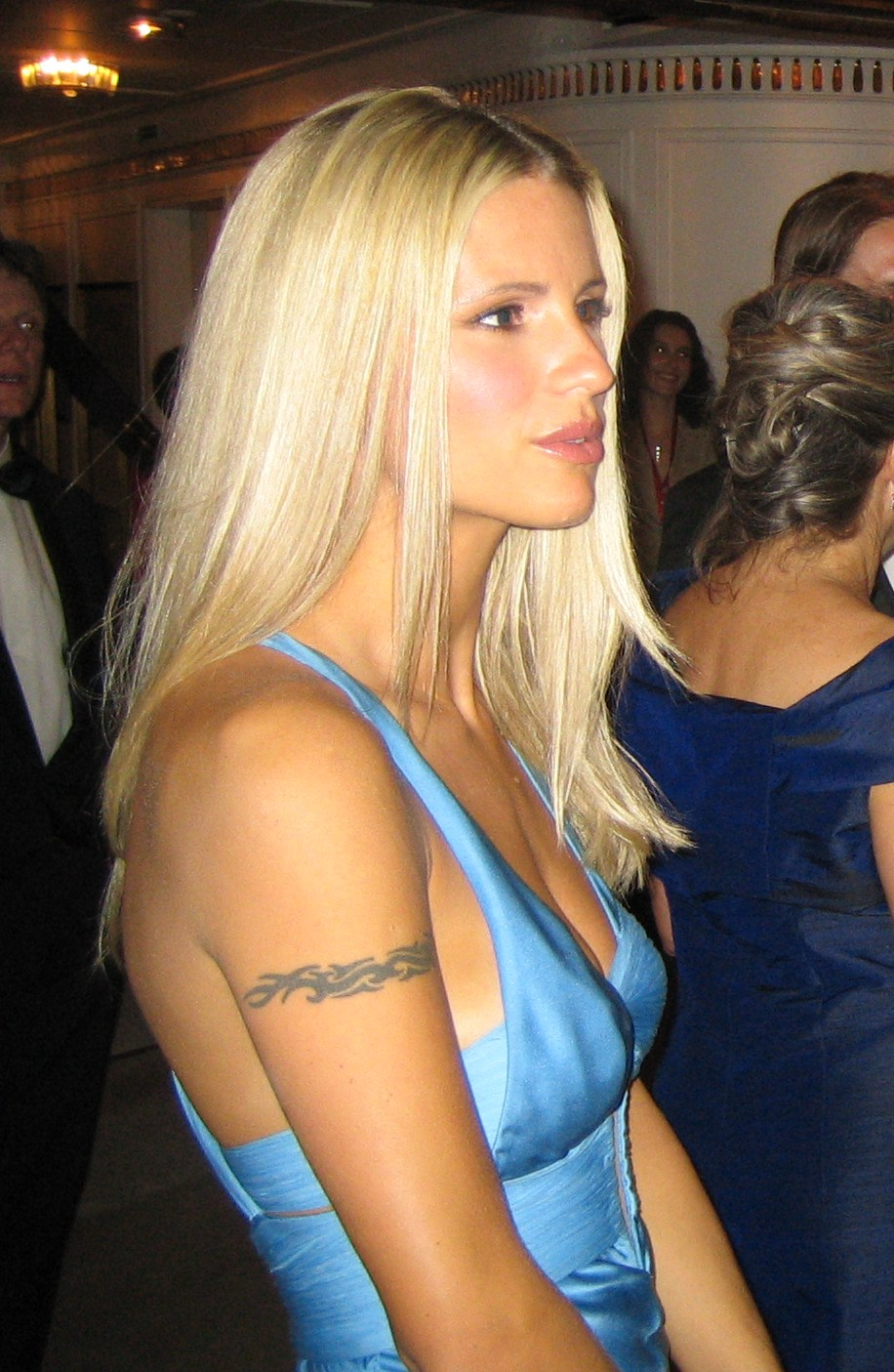
Foto di Michelle Hunziker.

## Occupazione
Le donne continuano ad affrontare lotte significative per quanto riguarda il lavoro e la retribuzione. Anche se la maggior parte di esse sono impiegate, molte lo sono soltanto a tempo parziale o in un'occupazione marginale. L'opinione che le donne, soprattutto quelle sposate, non dovrebbero lavorare a tempo pieno rimane prevalente. Tra l'OCSE solo i Paesi Bassi hanno una percentuale maggiore femminile occupata a tempo parziale.
Anche se la legge non richiede più il consenso del marito affinché una donna possa lavorare, nei colloqui d'impiego alle donne continua spesso ad essere richiesto; in alcuni cantoni esistono inoltre imposte penalizzanti per le famiglie a doppio reddito. L'OCSE ha affermato che "la mancanza di politiche familiari e di supporto ai luoghi di lavoro rende molto difficile per molti genitori svizzeri, di solito mamme, la combinazione della vita professionale e della vita familiare".
L'OCSE ha anche sollecitato la Svizzera a porre fine alla pratica delle ore scolastiche irregolari e interrotte, che rendono più difficoltoso lavorare per le madri e di rivedere le proprie politiche fiscali e complementari. Nonostante ciò le donne hanno un diritto legale per lavorare e non essere discriminate nella forza lavoro, nel quadro della legge sull'uguaglianza del 1996.
Nel 2005 è stato introdotto il permesso di congedo parentale retribuito, dopo che gli elettori lo hanno approvato in un referendum. Quattro tentativi precedenti per assicurarlo erano falliti alla prova del voto.

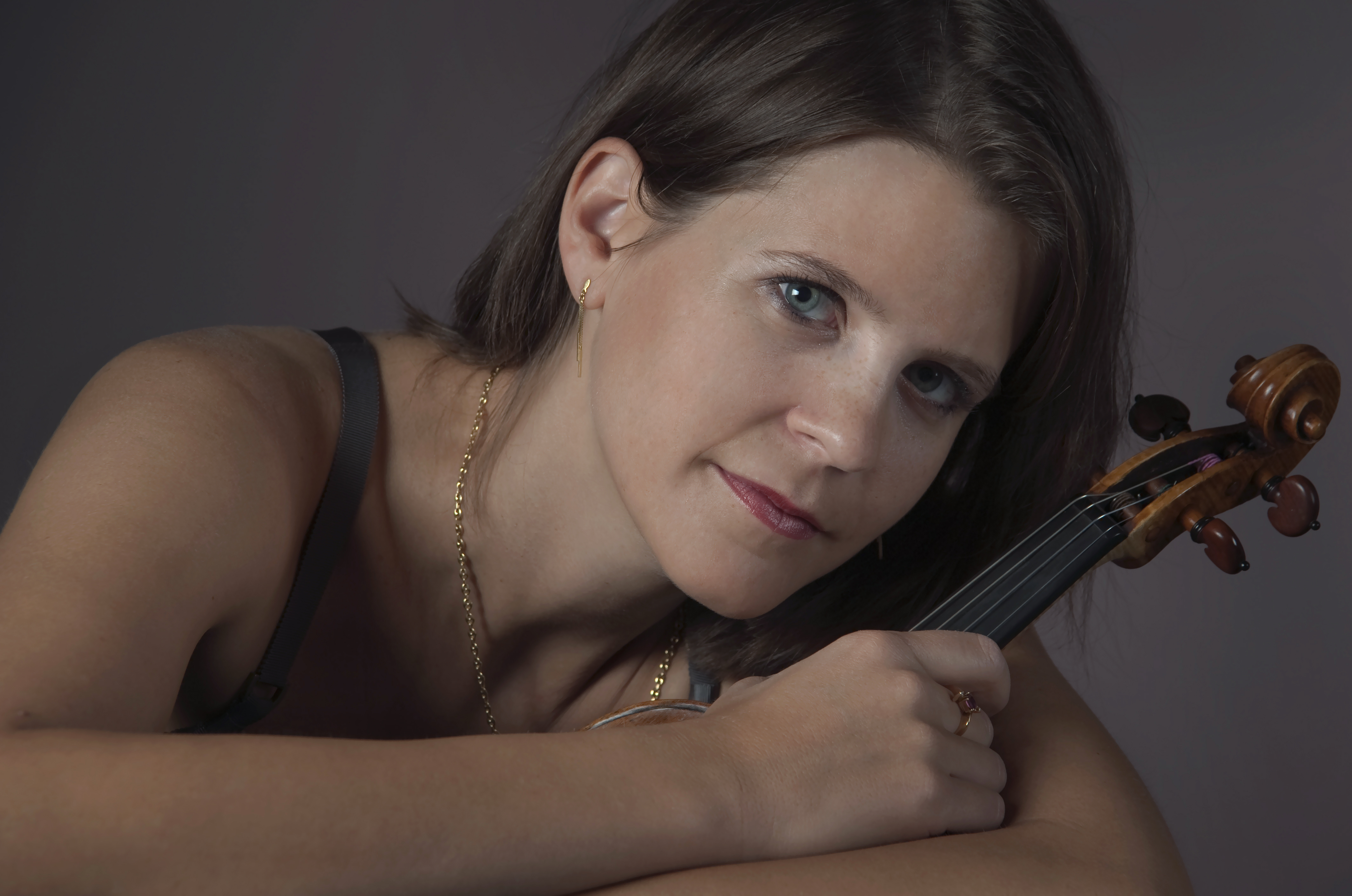
La violinista Simone Zgraggen.

## Violenza contro le donne
Come è accaduto anche per altri paesi occidentali gli anni novanta e il XXI secolo hanno visto riforme in materia di legislazione sulla violenza domestica. Lo stupro coniugale è stato reso illegale nel 1992 e dal 2004 è perseguibile "ex-officio" (il che significa che può essere perseguito anche se la moglie non si lamenta). La Svizzera ha inoltre ratificato la Convenzione del Consiglio d'Europa sulla lotta contro la tratta di esseri umani nel 2012.

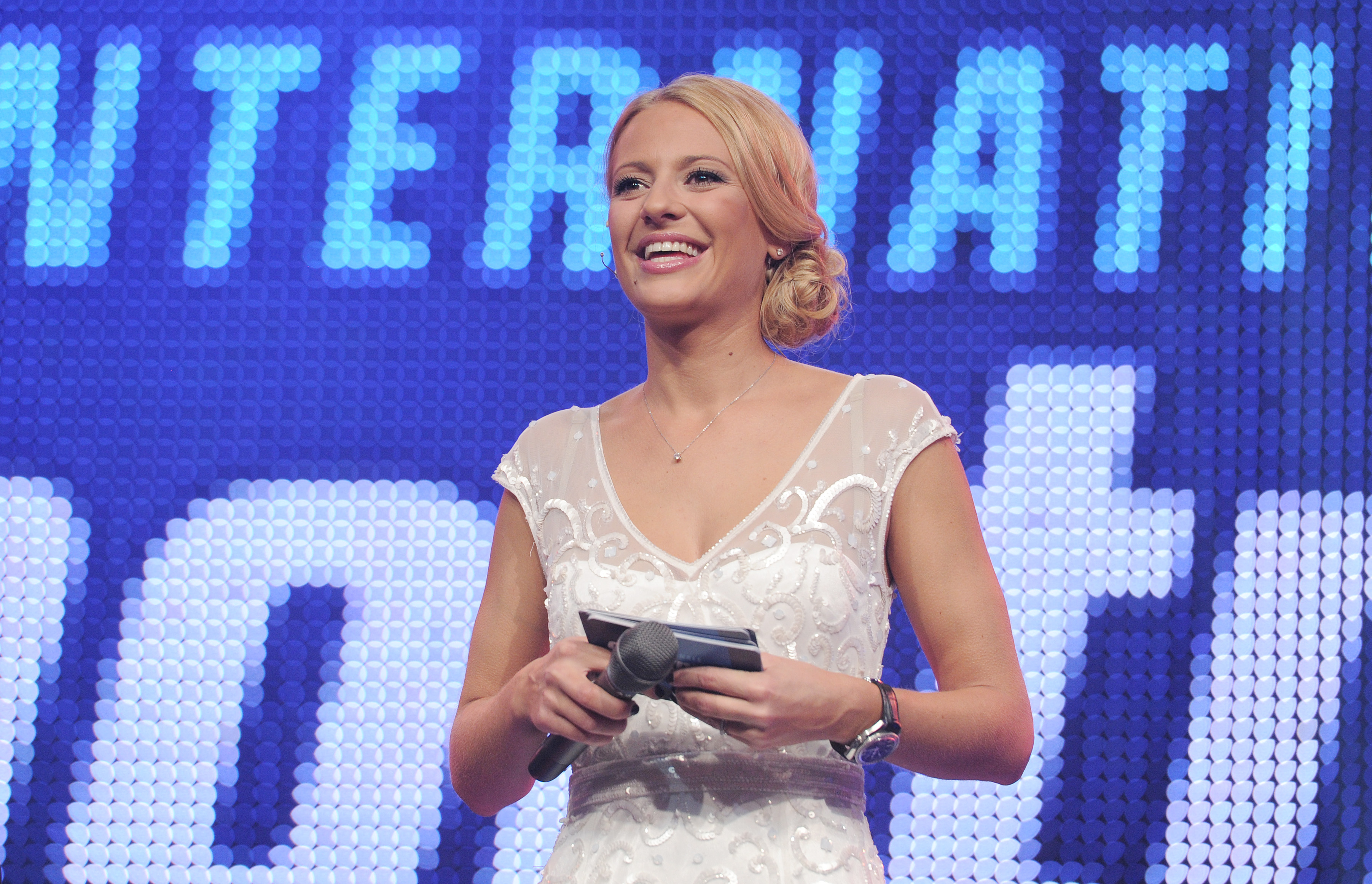
La modella e attrice Christa Rigozzi.

## Fertilità e diritti riproduttivi
Il tasso di mortalità materna è di 8 morti su 100.000 nascite vive (a partire dal 2010). Le leggi sull'aborto sono state liberalizzate nel 2002; esso è legale durante il primo trimestre di gravidanza, con la condizione di una consulenza, per le donne che affermano di essere in difficoltà, mentre nelle fasi successive solo per motivi medici. Il tasso di fecondità totale è di 1,54 bambini nati per donna (stabilito nel 2014), che è al di sotto del tasso di sostituzione generazionale di 2,1.

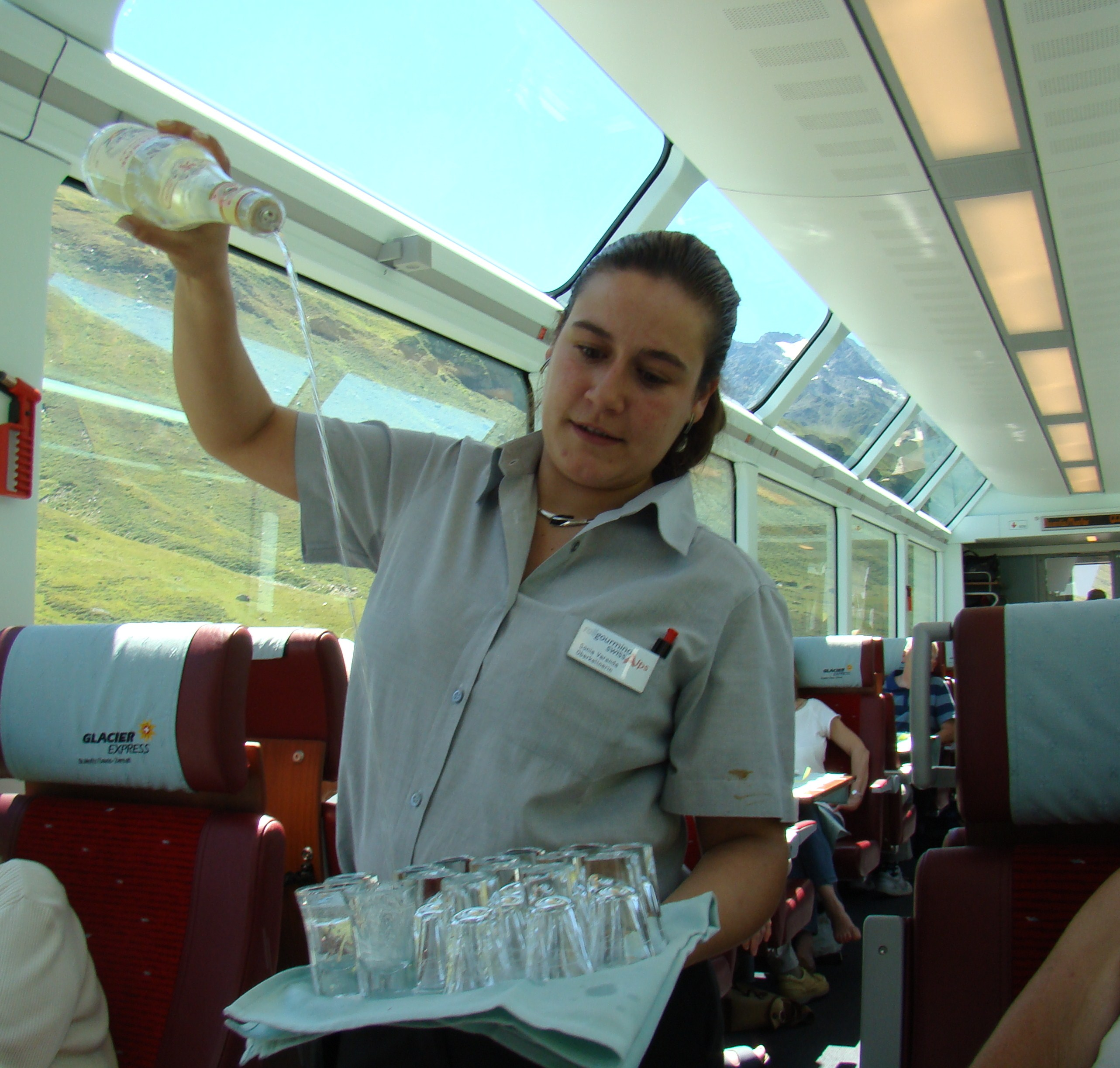
Un'inserviente sul Glacier Express.

## Politica
Nel 2010 The New York Times ha riferito che le donne sono diventate la maggioranza all'interno del governo svizzero, con 6 donne in possesso di posizioni ministeriali al Consiglio federale.

## Utilizzo di un linguaggio non sessista
L'Amministrazione federale utilizza regolarmente tre lingue: tedesco, francese e italiano (il romancio viene usato meno regolarmente).
Un articolo di Daniel Elmiger afferma che "la nuova legge sulla lingua federale adottata nel 2007 richiede che l'uso ufficiale della lingua [per i testi ufficiali] sia adeguato, chiaro e intelligibile e non affetto da sessismo. Nella sezione tedesca della "Cancelleria federale" è richiesta una lingua non sessista a partire dai 15 anni d'età, mentre le sezioni francesi e italiane hanno mostrato poco interesse a modificare l'uso del linguaggio, attaccandosi all'uso più tradizionale della lingua in cui vengono utilizzati termini maschili sia in modo specifico che generico".

## Personalità di rilievo
- Anna Maria Barbara Abesch (1706-1773), pittrice su vetro inverso.
- Eva Aeppli (1925-2015), pittrice, scultrice.
- Albertine Zullo (nata nel 1967), illustratrice, principalmente di libri per bambini.
- Alice Bailly (1872-1938), pittrice cubista.
- Marie-Claire Baldenweg (nata nel 1954), artista contemporanea.
- Alice Boner (1889-1981), pittrice, scultrice, storica.
- Jenny Burckhardt (1849-1935), pittrice.
- Aloïse Corbaz (1886-1964), pittrice.
- Marcello (1836-1879), scultrice.
- Helen Dahm (1878-1968), artista espressionista.
- Ulla Engeberg Killias (1945-1995), pittrice svizzero-svedese.
- Janika Fabrikant (nata nel 1934), pittrice industriale surrealista svizzero-francese.
- Sylvie Fleury (nata nel 1961), artista pop.
- Annemie Fontana (1925-2002), scultrice, pittrice.
- Pia Fries (nata nel 1955), pittrice.
- Alis Guggenheim (1896-1958), pittrice, scultrice.
- Maria Herrmann-Kaufmann (1921-2008), pittrice.
- Britta Huttenlocher (nata nel 1962), pittrice.
- Warja Honegger Lavater (1913-2007), disegnatrice, illustratrice.
- Louise-Émilie Leleux-Giraud (1824-1885), pittrice attiva in Francia.
- Verena Loewensberg (1912-1986), pittrice, grafica.
- Meret Oppenheim (1913-1985), artista svizzera surrealista nata in Germania.
- Armande Oswald (nata nel 1940), pittrice, scenografa.
- Mai-Thu Perret (nata nel 1976), artista svizzero di origine franco-vietnamita.
- Pipilotti Rist (nata nel 1962), artista visiva.
- Christine Sefolosha (nata nel 1955), pittrice.
- Sonia Sekula (1918-1963), artista espressionista.
- Anita Spinelli (1908-2010), pittrice, disegnatrice.
- Martha Stettler (1870-1945), pittrice, incisore.
- Marianne Straub (1909-1994), designer tessile.
- Sophie Taeuber-Arp (1889-1943), pittrice, scultrice, designer tessile.
- Élisabeth Terroux (1759-1822), pittrice.
- Myriam Thyes (nato nel 1963), artista mediatica svizzero operante di Lussemburgo.
- Lill Tschudi (1911-2004), stampatrice su linoleum.
- Anna Waser (1678-1714), pittrice.